# Persona (film)
Persona är en svensk dramafilm från 1966 i regi av Ingmar Bergman. Filmen handlar om två kvinnor, sköterskan Alma och skådespelerskan Elisabet, spelade av Bibi Andersson och Liv Ullmann. Även Margaretha Krook och Gunnar Björnstrand medverkar i mindre roller.

## Handling
Alma (spelad av Bibi Andersson) har blivit anställd som sköterska åt skådespelerskan Elisabet Vogler (Liv Ullmann). Elisabet är skådespelerska och vid en föreställning av Elektra blev hon plötsligt helt tyst. Dagen efter kom hon inte till repetitionen och har varit helt tyst i tre månader. På sjukhuset har man inte kunnat hittat något fel på henne, varken fysiskt eller psykiskt. Hon ligger helt apatisk i sin sjuksäng medan Alma pysslar om henne, hämtar matbrickan och öppnar gardinerna. När Alma slår på radion går det en teaterpjäs och Elisabet slår snabbt av radion.
När Elisabet fått ett brev får Alma läsa upp det högt. Hennes make skriver och frågar om hennes tystnad beror på något som han gjort. Elisabet river sönder det foto på en liten pojke som medföljer brevet.
Överläkaren (Margaretha Krook) tycker inte att det är någon idé att Elisabet är kvar men erbjuder att låna ut sitt sommarhus ute vid havet till Elisabet och Alma. I slutet av sommaren flyttar de ut. Elisabets apati släpper, hon promenerar och skriver brev, förvisso fortfarande under tystnad. En dag regnar det och Alma börjar berätta mer och mer om sig själv. De dricker sprit och Alma börjar berätta om en händelse på sommaren när hennes fästman åkt in till stan och hon och en annan flicka var ute på landet och hade sex med två underåriga pojkar. Alma lägger också märke till hur lika till utseendet de är: "Jag tror att jag skulle kunna förvandla mig till dig, om jag riktigt ansträngde mig, jag menar inuti mig!"
Alma tuppar av och Elisabet viskar till henne att hon måste gå och lägga sig. På natten vaknar Alma när Elisabet står vid hennes säng. De håller om varandra och Elisabet stryker henne över huvudet.
Nästa dag är de nere vid stranden och Elisabet fotograferar. Alma frågar om Elisabet sade något till henne kvällen innan. Elisabet skakar på huvudet. -"Var du inne hos mig i natt?" frågar Alma. Elisabet skakar på huvudet igen.
Elisabet har skrivit brev och Alma åker iväg med bilen för att posta det. Brevet ligger på framsätet och Alma stannar bilen och öppnar det för att läsa vad Elisabet skriver. I brevet skriver Elisabet att hon trivs väldigt bra tillsammans med Alma, att Alma gjort abort och att hon tycker det är väldigt intressant att studera henne. Alma blir sårad över att bli utlämnad på detta sätt men säger inget.
Nästa dag sitter Alma utanför dörren och solar. Hon slår sönder ett glas och strax efteråt skriker Elisabet till när hon trampar på en av glasskärvorna.
De två sitter nere vid stranden. Elisabet läser en pjäs när Alma ber henne att berätta något. Alma har tröttnat på att Elisabet tiger; tystnaden går henne på nerverna. Hon blir mer och mer arg och berättar att hon har läst Elisabets brev. De börjar slåss och Elisabet ger henne en örfil så att hon får näsblod. Alma tar tag i en kastrull med kokande vatten och först då skriker Elisabet till "Nej, låt bli!". Alma skäller ut Elisabet för att hon har studerat henne. Elisabet bara spelar frisk men Alma vet minsann hur rutten hon egentligen är.
Elisabet rusar iväg ned till stranden. Alma ångrar sina ord på en gång och springer efter henne och ber om förlåtelse. Men Elisabet bara fortsätter och Alma brister i gråt.
På natten kommer Elisabets make (Gunnar Björnstrand) till stugan och börjar prata med Alma. Hon förklarar att hon inte är Elisabet men han ser ingen skillnad, trots att Elisabet står precis bakom Almas rygg. Elisabet tar Almas hand och stryker makens kind. Alma kastar sig runt hans hals och försäkrar att de älskar varandra. De lägger sig på Almas säng och håller om varandra medan Elisabet sitter bredvid på golvet. Plötsligt blir Alma förtvivlad och skriker att allt är lögn och förfalskning.
Elisabet sitter med det sönderrivna fotot på sin pojke. Med kameran riktad mot Elisabets ansikte berättar Alma bakgrunden till varför hon hamnade på sjukhus. Elisabet var livrädd för att bli mor. Hennes försök att göra abort misslyckades men när barnet föddes riktade hon sin rädsla mot barnet genom att hata det. Så småningom togs barnet om hand av släktingar och Elisabet kunde återvända till teatern. Hennes son älskar sin mor men själv kan hon inte annat än hata barnet.
Kameran byter sedan plats till en närbild på Almas ansikte när hon berättar samma historia om Elisabets bakgrund och hennes rädsla att bli mor. Därefter smälter de två kvinnornas ansikten samman.
Alma har klätt på sig sin sjuksköterskeuniform. Hon lutar sig mot Elisabet och säger: "Jag blir aldrig som du. Aldrig. Jag ändras hela tiden. Du kan göra med mig vad du vill; du når mig ändå inte.". Därefter börjar hon tala i osammanhängande meningar, som en person som är på väg att förlora talförmågan.
Elisabet ligger på en säng. Alma ber henne att säga ett enda ord, "ingenting". Elisabet svarar "Ingenting".
Alma låser sommarhuset och går därifrån med sina väskor, på väg mot bussen.

## Rollista
- Bibi Andersson – Syster Alma
- Liv Ullmann – Elisabet Vogler
- Margaretha Krook – Läkaren
- Gunnar Björnstrand – Herr Vogler
- Jörgen Lindström – Elisabets son

## Produktion

### Manus
Filmens berättelse ska enligt Bergman ha fått sina rötter när han hade ett slumpmöte med sin tidigare samarbetspartner Bibi Andersson på en gata i Stockholm. Under mötet hade Andersson med sig sin norska vän Liv Ullmann, som hon introducerade för Bergman. Ullmann placerade mötet år 1964 och sade att Bergman kände igen henne och frågade henne på plats om hon skulle vilja arbeta med honom.  Han sade att en bild av de två kvinnorna bildades i hans sinne; på sjukhuset upptäckte han en "otrevlig likhet" mellan skådespelerskorna på fotografier av dem när de solar. Detta inspirerade början av hans berättelse, en vision om två kvinnor som "bär stora hattar och lägger händerna bredvid varandra". Andersson sade: "Liv och jag hade arbetat tillsammans tidigare och vi var väldigt nära varandra". Bergman hade varit i en romantisk relation med Andersson och lockades av Ullmann. Angående Personas utveckling erinrade Andersson: "Han såg vår vänskap och han ville... vara delaktig i den. Involverad".
Bergman skrev Persona under nio veckor när han återhämtade sig från lunginflammation, och stora delar av hans arbete gjordes på Sophiahemmet i Stockholm. Under detta projekt övergav han sin praxis av att skriva färdiga och omfattande manus innan första inspelningen, vilket gjorde att manuset bearbetades under produktionens gång. I manuset slutar berättelsen med att läkaren meddelar att Elisabet har börjat prata igen, återförenats med sin familj och skådespela på nytt. Alma stannar kvar på ön och planerar att skriva ett brev till Elisabet innan hon ändrar sig när hon upptäcker fotot på Förintelsen. Senare i produktionen ersattes detta av scener där Elisabet dricker blod, att hon senare får lära sig att säga ordet "ingenting", och att Alma lämnar ön.
Bergman vädjade till regissören Kenne Fant om finansieringen för projektet. Fant stödde hans projekt och ställde frågor kring filmens koncept, vilket gjorde att Bergman delade med sig av sin vision om kvinnor som jämför varandras händer. Fant antog att filmen skulle vara billig att producera och gick med på att finansiera den. I sin bok Bilder skrev Bergman:
| ” | I dag känner jag att jag i Persona — och senare i Viskningar och rop — kommit så långt jag kan komma. Att jag i frihet rör vid ordlösa hemligheter som bara cinematografin kan lyfta fram... Jag har någon gång sagt att Persona räddade mitt liv. Det är ingen överdrift. Om jag inte hade orkat, hade jag sannolikt varit utslagen. Det var betydelsefullt att jag för första gången inte brydde mig om ifall resultatet skulle bli publikt eller inte. | „ |

Filmskaparna föreslog olika namn för den färdiga filmen, såsom Sonat för två kvinnor, Ett stycke kinematografi, Opus 27 och Kinematografi. Fant föreslog ett något mer tillgängligt namn och filmens titel ändrades.

### Rollfördelning
Bergman ville rollsätta Andersson och Ullmann i Kannibalerna, ett större filmprojekt som han övergav efter att han sjukskrev sig, men han hade förhoppningen att kunna para ihop dem i ett framtida projekt. Ullmann har sagt att hon började skådespela i Bergmans filmer med den stumma rollen som Elisabet: "Det var för att mitt ansikte kunde säga det han ville säga. Det gjorde mig till den han ville arbeta med... för det var mitt ansikte och jag förstod också det han skrev". Steve Vineberg skrev att när Bergman utvecklade projektet med Andersson och Ullmann, tog han avstånd från sin skådespelarensemble som han samarbetat med i hans tidigare filmer såsom Sommarnattens leende, och fokuserade istället på två kvinnliga huvudroller. Vidare betraktade Vineberg Margaretha Krooks och Gunnar Björnstrands roller som "förkortade gästframträdanden".
Bergman tilldelade barnskådespelaren Jörgen Lindström (född 1951) rollen som Elisabets son, efter att tidigare ha rollsatt honom i Tystnaden från 1963. Bergman är berättaren i filmen, en roll som inte är krediterad i eftertexterna.

### Inspelning
Filminspelningen ägde rum på Fårö och i Filmstadens ateljéer i Råsunda, Stockholm. På Fårö användes Langhammars, dess raukområde samt Bergmans bostadshus på Hammars som inspelningsplatser. Inspelningen inleddes den 19 juli 1965 och pågick till den 15 september. Ullmann beskrev stämningen under den första inspelningen i Stockholm som stökig: skådespelerskornas prestationer var besvärliga och Bergman gav oförberedda direktioner. Filmteamet beslutade att dra sig tillbaka till Fårö, där Bergman hittade ett hus som de kunde använda som inspelningsplats. Vädret på Fårö visades var bättre tillämpad för inspelningen. Filmteamet återskapade scenerna som inspelades i Stockholm, liksom sommarhuset i Råsunda, och gjorde ett museum på Fårö till ett sjukhus.
Andersson har sagt att hon och Ullmann gick med på att spela sina roller som olika sidor av samma personlighet, enligt båda två specifikt Bergmans personlighet. Vidare försökte de balansera varandra i sina prestationer. Bergman berättade för sina skådespelerskor att de inte skulle fråga honom om varje scens innebörd. Ullmann antog att filmfotografen Sven Nykvist inte heller informerades om Bergmans avsikter och tillämpade därför en intuitiv arbetsmetod.
År 1977 erinrade Andersson att trots att scenen där Alma beskriver sin sexorgie stod med i manuset, blev Bergman uppmanad att stryka den från filmen. Hon insisterade att den scenen skulle inspelas och att hon kunde ändra delar av sin dialog som "ingen kvinna skulle säga". Scenen tog två timmar att spela in, och bestod av närbilder på Ullmann och Andersson i enskilda tagningar. Andersson sade senare att samtidigt som hon betraktade sina tidigare prestationer i exempelvis Smultronstället som "banala", var hon stolt över sin prestation i Persona. Ullmann beskrev sina reaktionstagningar som en oförberedd och naturlig reaktion på berättelsens erotiska drag.
För scenen där Andersson och Ullmann möts i sovrummet på natten och deras ansikten överlappar varandra användes en stor mängd rök i ateljén för att kunna skapa suddiga bilder. Bergman använde en spegel för att koppla ihop bilderna.

### Postproduktion
I manuset ville Bergman ha med en "närbild av Alma som på ett konstigt sätt efterliknar Elisabet". På Fårö skapade Bergman en bild där Ullmann och Anderssons belysta ansiktshalvor flyter samman till ett. Detta gjordes genom att man ljussatte det som Bergman ansåg var den mindre fördelaktiga halvan av båda skådespelerskors ansikten i olika bilder, och sedan koppla ihop de belysta ansiktshalvorna. Båda skådespelerskorna fick inte veta om denna effekt förrän de såg filmen i klipprummet. Ingen av dem kände igen sig själva i det resulterande bildmaterialet, och var och en trodde att ansiktshalvorna var av den andra.
Ullmann beskrev att under inspelningen av scenen där Alma berättar om Elisabets moderskap, använde man två kameror som filmade varje skådespelerska, och båda kamerornas bilder skulle blandas under klippningen. Därefter bestämde Bergman att varje vinkel skulle förmedla något viktigt och använde båda i sin helhet, en efter en.
Bergman var missnöjd med ljudet i scenen där Alma beskriver sin orgie och bad Andersson att läsa om scenen, vilket hon gjorde med en lägre röst. Det spelades in och eftersynkades.
Musiken komponerades av Lars Johan Werle och innefattar fyra cello, tre fioler och andra instrument. Werle beskrev sina försök att uppfylla Bergmans förfrågningar utan en beskrivning av de scener Werle skulle musiksätta:
| ” | Sedan kom han med vaga ledtrådar om hur filmerna skulle se ut, men jag kunde förstå honom ändå och han gav mig några nyckelord... Jag blev lite förvånad över att få vara en del av ett konstnärligt verk som jag hade så lite tid att smälta in... Man undrar hur det ens skulle kunna vara möjligt att bara se filmen en eller två gånger och sedan komponera musiken. | „ |

Förutom Werles musik använde filmskaparna Johann Sebastian Bachs fiolkonsert i E-dur.

## Tematik

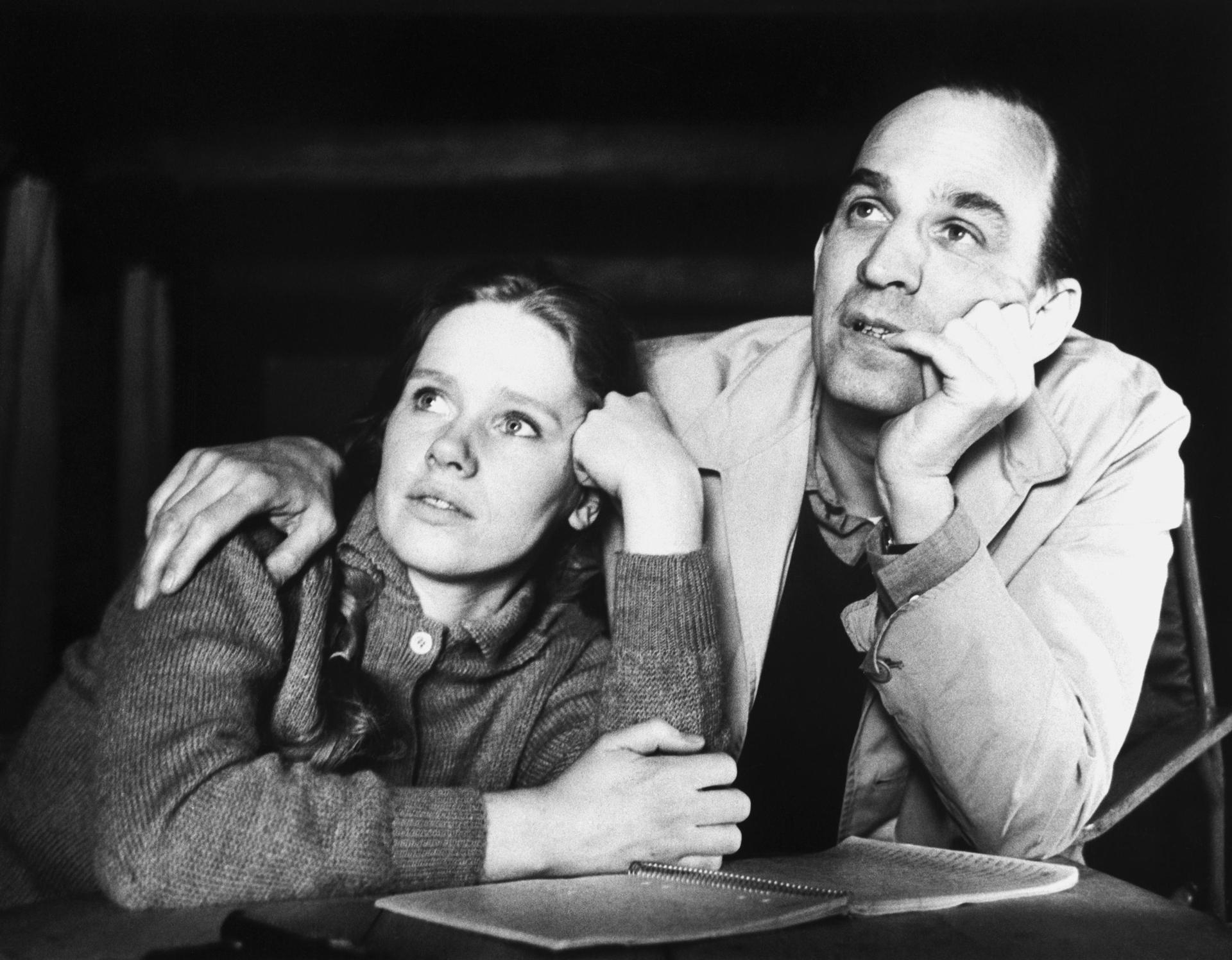
Liv Ullmann och Ingmar Bergman vid inspelningen av Persona.

Filmen har analyserats i olika synvinklar. En tolkning är att Elisabet och Alma är samma person, en sjuksköterska som utåt spelade rollen som god och kärleksfull moder innan hennes inre, den viljestarka Elisabet, tog över. Det är därför hennes make kallar Alma för Elisabet när han besöker henne.
Intressant är även det kollage av "Bergmaniana" som i filmens inledning flimrar förbi: en spindel, en korsfästning i närbild, slakt av ett lamm, en erigerad manslem, tecknade figurer och ett snabbt klipp från Bergmans film Fängelse (1949). Slutligen återkommer även pojken från Tystnaden (1963). Detta kollage har tolkats mycket men är troligen mest Bergmans egna snabba återblickar på sin bakgrund.

## Visningar
Filmen hade premiär 18 oktober 1966. Statens filmbyrå klippte 1/8-sekund, en bild på en penis.

## Mottagande

### Kritisk respons
Persona möttes av god kritik. På Rotten Tomatoes har filmen betyget 90 %, baserat på 49 recensioner (på deras så kallade "Tomatometer") med ett genomsnittligt betyg av 9,08 av 10. Webbplatsens kritiska konsensus lyder som följer: "Persona är troligtvis Bergmans finaste film, som utforskar det mänskliga tillståndet med våldsam nyfikenhet, enorm teknisk skicklighet och tilltalande värme."

### Utmärkelser
Vid Guldbaggegalan 1967 tilldelades Persona två guldbaggar för Bästa film och Bästa kvinnliga huvudroll för Andersson. Persona var Bergmans första film som tilldelades utmärkelsen Bästa film av National Society of Film Critics. Den var också Sveriges bidrag till Oscar för bästa internationella långfilm inför Oscarsgalan 1967, men den blev inte nominerad.
| Utmärkelse                       | Datum            | Kategori                  | Mottagare      | Resultat  | Referens |
| -------------------------------- | ---------------- | ------------------------- | -------------- | --------- | -------- |
| BAFTA Awards                     | 1968             | Bästa kvinnliga huvudroll | Bibi Andersson | Nominerad | [ 37 ]   |
| Chaplin-priset                   | 1966             | Bästa regi                | Ingmar Bergman | Vann      | [ 38 ]   |
| Chaplin-priset                   | 1966             | Bästa kvinnliga huvudroll | Bibi Andersson | Vann      | [ 38 ]   |
| Guldbaggen                       | 9 oktober 1967   | Bästa film                | Persona        | Vann      | [ 34 ]   |
| Guldbaggen                       | 9 oktober 1967   | Bästa kvinnliga huvudroll | Bibi Andersson | Vann      | [ 34 ]   |
| Gyllene Ankan                    | 1969             | Bästa utländska film      | Ingmar Bergman | Vann      | [ 38 ]   |
| National Board of Review         | 31 december 1967 | Top Foreign Films         | Persona        | Vann      | [ 39 ]   |
| National Society of Film Critics | Januari 1968     | Bästa film                | Persona        | Vann      | [ 40 ]   |
| National Society of Film Critics | Januari 1968     | Bästa regi                | Ingmar Bergman | Vann      | [ 40 ]   |
| National Society of Film Critics | Januari 1968     | Bästa manus               | Ingmar Bergman | 2:a plats | [ 40 ]   |
| National Society of Film Critics | Januari 1968     | Bästa kvinnliga huvudroll | Bibi Andersson | Vann      | [ 40 ]   |
| National Society of Film Critics | Januari 1968     | Bästa foto                | Sven Nykvist   | 3:e plats | [ 40 ]   |